# کیانشان، ان‌هوی
کیانشان (به لاتین: Qianshan) یک منطقهٔ مسکونی در چین است که در انگینگ واقع شده‌است. کیانشان ۱٬۶۸۶٫۰۳ کیلومتر مربع مساحت و ۵۲۲٬۰۰۰ نفر جمعیت دارد.